# Puchar Polski w piłce siatkowej kobiet (1997/1998)
Puchar Polski w piłce siatkowej kobiet 1997/1998 – 41. sezon rozgrywek o siatkarski Puchar Polski, rozgrywany od 1932 roku.

## Klasyfikacja końcowa
| Miejsce | Drużyna                       |
| ------- | ----------------------------- |
| 1.      | Augusto Kalisz                |
| 2.      | BKS Stal Bielsko-Biała        |
| 3.      | Dick Black La Festa Andrychów |
| 4.      | Wisła Kraków                  |